# Søren Søndergaard

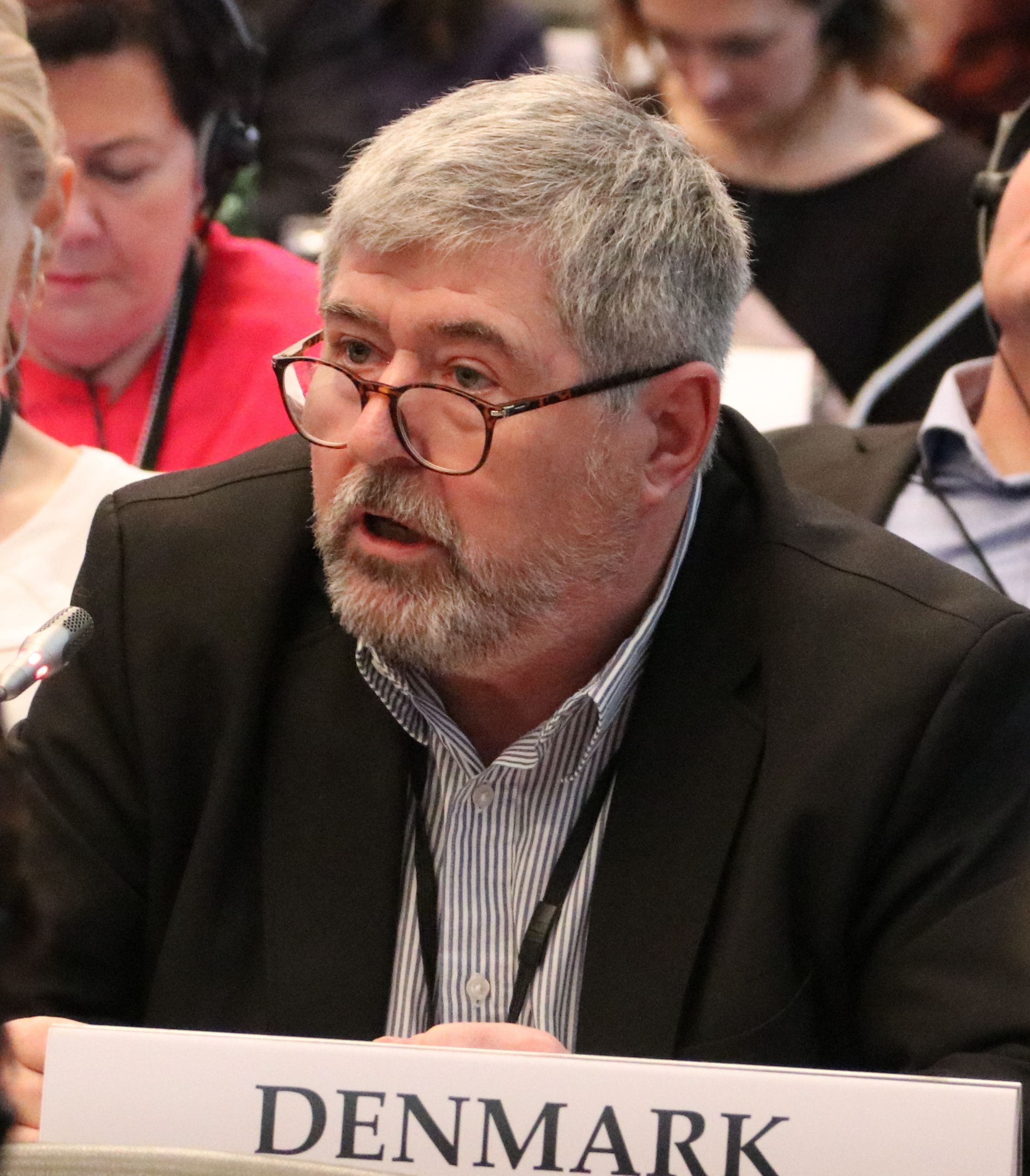
Søren Søndergaard (2017)

Søren Bo Søndergaard (* 16. August 1955 in Kyndby, Frederikssund) ist ein dänischer Politiker der Enhedsliste. Für diese sitzt er seit 2015 im Folketing, nachdem er dies bereits von 1994 bis 2005 tat. Zwischen 2007 und 2014 war er Mitglied des Europäischen Parlaments für Folkebevægelsen mod EU.
Der gelernte Schiffbauer ist Mitglied der trotzkistischen Socialistisk Arbejderparti, die seit 1989 der Enhedsliste angehört. Für die Endhedsliste saß er von 1994 bis 2005 im dänischen Parlament Folketing und für eine kurze Zeit im Gemeinderat von Gladsaxe. Er saß auch in der Parlamentarischen Versammlung der OSZE und der Parlamentarischen Versammlung des Europarates. Am 1. Januar 2007 rückte er für Ole Krarup ins Europäische Parlament nach. Dort gehörte er der Konföderalen Fraktion der Vereinigten Europäischen Linken an. Er war Mitglied der Europapartei EUDemokraten. Am 4. Februar 2014 legte er sein Europamandat nieder, nachdem er zuvor schon bekanntgegeben hatte, bei der Europawahl 2014 nicht wieder für das Parlament zu kandidieren. Seine Nachrückerin für den Rest der Wahlperiode ist Rina Ronja Kari. Seit der Folketingswahl 2015 sitzt er wieder als Abgeordneter im Folketing.

## Ausschussposten als MdEP
- Stellvertretender Vorsitzender im Sonderausschuss gegen organisiertes Verbrechen, Korruption und Geldwäsche
- Mitglied im Haushaltskontrollausschuss
- Mitglied im Ausschuss für konstitutionelle Fragen